# チャーリー・マクダウェル
チャールズ・マルコム・マクダウェル（英語: Charles Malcolm McDowell、1983年7月10日 - ）は、アメリカ合衆国の映画監督、脚本家。
2014年の『ザ・ワン・アイ・ラブ』などで知られている。